# Sidusa turquinensis
Sidusa turquinensis är en spindelart som beskrevs av Bryant 1940. Sidusa turquinensis ingår i släktet Sidusa och familjen hoppspindlar. Inga underarter finns listade i Catalogue of Life.